# Seasogonia rufipenna
Seasogonia rufipenna är en insektsart som beskrevs av Li et Wang 1992. Seasogonia rufipenna ingår i släktet Seasogonia och familjen dvärgstritar. Inga underarter finns listade i Catalogue of Life.